# Dimos Mandra-Eidyllia
Dimos Mandra-Eidyllia (Mandra-Eidyllia) är en kommun i Grekland.   Den ligger i prefekturen Nomarchía Dytikís Attikís och regionen Attika, i den sydöstra delen av landet, 40 km nordväst om huvudstaden Aten. Antalet invånare är 17 885. Arean är 426 kvadratkilometer.
Terrängen i Dimos Mandra-Eidyllia är huvudsakligen kuperad, men västerut är den bergig.